# Бадличан
46°26′ пн. ш. 16°18′ сх. д. / 46.43° пн. ш. 16.3° сх. д.
Бадличан (хорв. Badličan) — населений пункт у Хорватії, у Меджимурській жупанії у складі громади Горній Михалєвець.

## Населення
Населення за даними перепису 2011 року становило 96 осіб.
Динаміка чисельності населення поселення:

## Клімат
Середня річна температура становить 9,96 °C, середня максимальна – 24,07 °C, а середня мінімальна – -6,54 °C. Середня річна кількість опадів – 852 мм.
| Клімат поселення                              | Клімат поселення | Клімат поселення | Клімат поселення | Клімат поселення | Клімат поселення | Клімат поселення | Клімат поселення | Клімат поселення | Клімат поселення | Клімат поселення | Клімат поселення | Клімат поселення | Клімат поселення |
| Показник                                      | Січ.             | Лют.             | Бер.             | Квіт.            | Трав.            | Черв.            | Лип.             | Серп.            | Вер.             | Жовт.            | Лист.            | Груд.            |                  |
| Середній максимум, °C                         | 5,18             | 7,21             | 11,69            | 15,95            | 21,04            | 24,07            | 23,84            | 23,31            | 19,29            | 14,06            | 8,37             | 4,29             |                  |
| Середня температура, °C                       | −0,7             | 1,38             | 5,84             | 10,08            | 15,18            | 18,21            | 19,91            | 19,35            | 15,35            | 10,12            | 4,45             | 0,35             |                  |
| Середній мінімум, °C                          | −6,54            | −4,49            | −0,01            | 4,22             | 9,32             | 12,33            | 15,96            | 15,41            | 11,39            | 6,17             | 0,50             | −3,6             |                  |
| Норма опадів, мм                              | 40               | 43               | 57               | 67               | 73               | 97               | 92               | 90               | 82               | 78               | 76               | 57               |                  |
| Середньомісячна швидкість вітру, м/с          | 1.90             | 2.11             | 2.50             | 2.50             | 2.39             | 2.10             | 2.02             | 1.80             | 1.81             | 1.89             | 2.00             | 2.00             |                  |
| Середньомісячна сонячна радіація, кДж/м²·день | 4018             | 6770             | 10494            | 14893            | 18952            | 20860            | 21378            | 18628            | 13804            | 8583             | 4480             | 3228             |                  |
| --------------------------------------------- | ---------------- | ---------------- | ---------------- | ---------------- | ---------------- | ---------------- | ---------------- | ---------------- | ---------------- | ---------------- | ---------------- | ---------------- | ---------------- |
| Джерело:                                      |                  |                  |                  |                  |                  |                  |                  |                  |                  |                  |                  |                  |                  |